# Каноја
Каноја (јап. 鹿屋市) град је у Јапану у префектури Кагошима. Према попису становништва из 2005. у граду је живело 106.208 становника.

## Становништво
Према подацима са пописа, у граду је 2005. године живело 106.208 становника.
| 1995.   | 2000.   | 2005.   |
| ------- | ------- | ------- |
| 105.059 | 106.462 | 106.208 |